# Nancray-sur-Rimarde
Nancray-sur-Rimarde is een gemeente in het Franse departement Loiret (regio Centre-Val de Loire) en telt 465 inwoners (2004). De plaats maakt deel uit van het arrondissement Pithiviers.

## Geografie
De oppervlakte van Nancray-sur-Rimarde bedraagt 11,5 km², de bevolkingsdichtheid is 40,4 inwoners per km².
De onderstaande kaart toont de ligging van Nancray-sur-Rimarde met de belangrijkste infrastructuur en aangrenzende gemeenten.

## Demografie
Onderstaande figuur toont het verloop van het inwonertal (bron: INSEE-tellingen).